# Cyclanthera jonesii
Cyclanthera jonesii är en gurkväxtart som beskrevs av Mcvaugh. Cyclanthera jonesii ingår i släktet springgurkor, och familjen gurkväxter. Inga underarter finns listade i Catalogue of Life.